# Salvia transsylvanica
Salvia transsylvanica là một loài thực vật có hoa trong họ Hoa môi. Loài này được (Schur ex Griseb. & Schenk) Schur miêu tả khoa học đầu tiên năm 1853.

## Hình ảnh

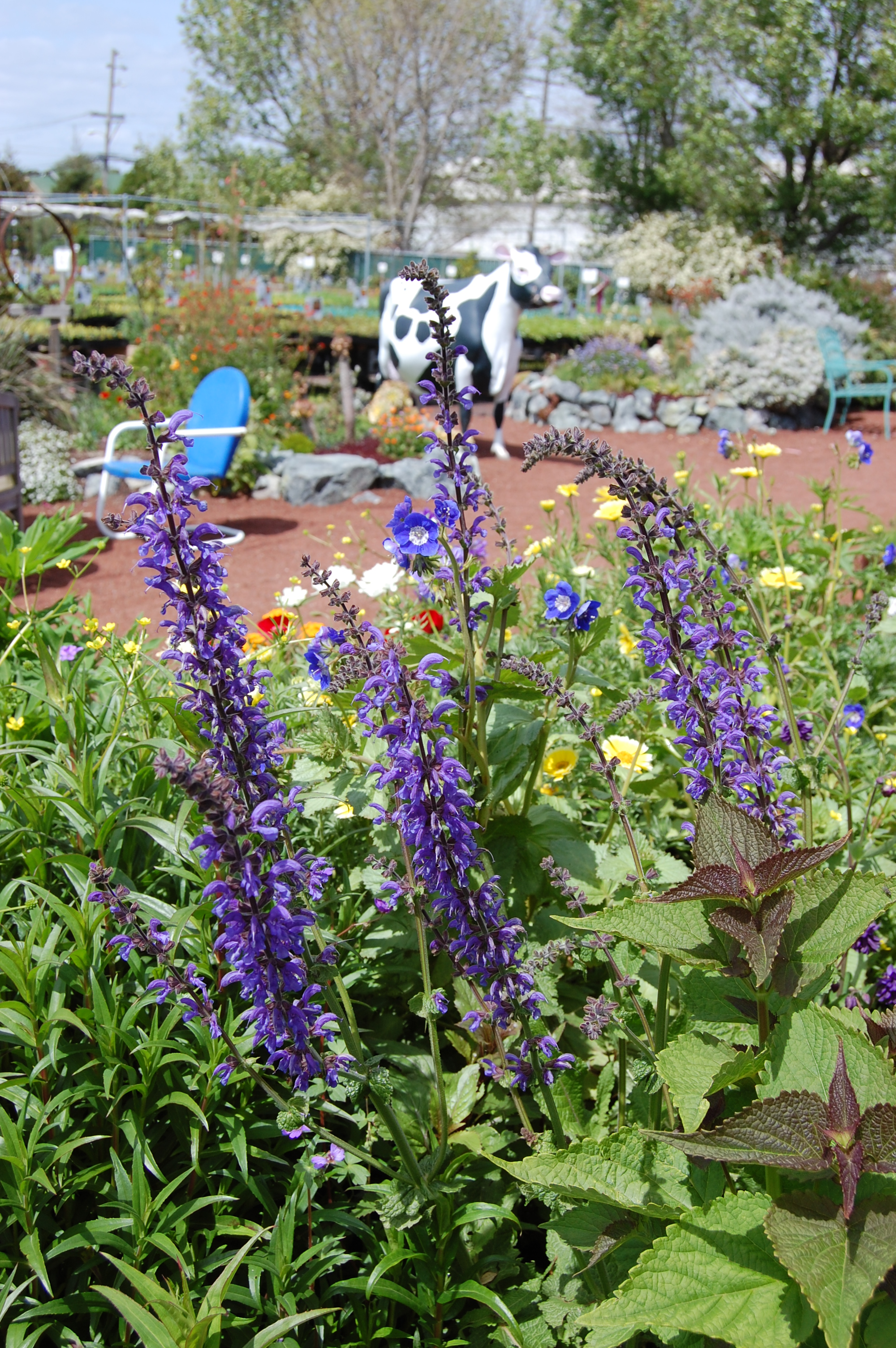